# Zavod za ornitologiju
Zavod za ornitologiju (osnovan 1901. kao Hrvatska ornitološka centrala) znanstvena je ustanova koja sustavno provodi ekološka, faunistička i taksonomska ornitološka istraživanja. Od 1996. u sastavu Zavoda djeluje i Ornitološka postaja na otoku Cresu. 
Zavod ima najpotpuniju ornitološku biblioteku u Hrvatskoj i ovom dijelu Europe (preko 3000 knjiga i 400 časopisa). Sada prima 260 inozemnih i 20-ak domaćih časopisa u zamjenu za godišnjak zavoda Larus (izlazi od 1947.), u kojem se, uza znanstvene radove, objavljuju još i stručni članci, obavijesti i dr.
Znanstvena zbirka ptičjih svlakova i jaja Zavoda vrlo je vrijedna zbog mnogobrojnih primjeraka (preko 8000, od kojih neki potječu iz 19. stoljeća), a prikupljeni su većinom u Hrvatskoj te okolnim zemljama.
Od 1910. godine Zavod provodi i koordinira znanstveno prstenovanje ptica u Hrvatskoj. Prstenovanje se provodi u svrhu spoznavanja i praćenja selidbenih sustava ptica te čitavog niza drugih činjenica iz života ptica (životni vijek, uspješnost gniježđenja, mortalitet, dinamika populacija i dr.). Trenutačno ima oko 60 prstenovača suradnika koji godišnje prstenuju oko 30.000 ptica. Od 1910. do danas prstenovano je preko 600.000 ptica, a ponovno je nađeno njih oko 10.000.
Važne djelatnosti Zavoda su još: zaštita ptica (kroz zaštićena područja i pojedine vrste), zaštita prirode općenito, znanstvena ornitološka edukacija, popularizacija ptica, skrb o hrvatskom ornitološkom nazivlju.

## Povijest
Pod imenom Zavod za ornitologiju egzistira od 1977. godine kao radna jedinica HAZU (ex. JAZU) Razreda za prirodne znanosti. No znanstvena djelatnost Zavoda započela je mnogo ranije.
Dana 22. srpnja 1901. osnovana je Hrvatska ornitološka centrala i kao takva je, dijelom samostalno, dijelom u okvirima Hrvatskog naravoslovnog društva, a dijelom kao dio Hrvatske biološke centrale (odnosno Zavoda za primijenjenu zoologiju) postojala do 1945. godine. U tom je razdoblju organizirano motrenje selidbe ptica i vršena su ornitofenološka opažanja.
Godine 1910. započeto je organizirano prstenovanje ptica, što je samo sedam godina od prvog organiziranog prstenovanja ptica (u Njemačkoj 1903. godine).
Zalaganjem Antuna Maštrovića, koji je bio na čelu Centrale od 1938., osnovan je 1945. Ornitološki zavod koji u početku djeluje samostalno.
Zavod 1947. započinje izdavati znanstveno-stručni časopis Larus, koji je dugo bio jedini ornitološki časopis u ovom dijelu Europe.
Ornitološki zavod 1952. postaje Ornitološki odjel Hrvatskog narodnog zoološkog muzeja, a od 1961. je Odjel za ornitologiju Instituta za biologiju Sveučilišta u Zagrebu sve do prestanka rada Instituta 1977. godine.
Kroz cijelo to razdoblje djelatnost Zavoda bili su ornitološki znanstveno-istraživački projekti i primijenjena istraživanja ptica. Zahvaljujući razmjeni publikacija za Larus, na Zavodu se nalazi najveća ornitološka biblioteka u Hrvatskoj.
Godine 2001. Zavod za ornitologiju obilježio je stogodišnjicu rada i postojanja.

## Djelatnosti Zavoda
Tijekom proteklih 100 godina djelatnici Zavoda za ornitologiju provodili su opsežna ornitološka istraživanja diljem Hrvatske. Ervin Rössler provodio je istraživanja na području Srijema, Slavonije, Visa, Mljeta, Palagruže, Velebita i okolice Zagreba. Antun Maštrović istražuje ornitofaunu sjeverne Dalmacije i Slavonije. Konstantin Igalffy proučava ornitofaunu sjeverne Dalmacije, Primorja i Pokupskog bazena. Među brojnim faunističkim istraživanjima koje su Dragutin i Renata Rucner provodili širom Hrvatske ističu se prva sustavna metodološka istraživanja ptičjih zajednica. Ljubica Štromar istražuje gniježđenje galebova klaukavaca i crvenokljunih čigri na jadranskim otocima.
Posljednjih dvadesetak godina provode se istraživanja širom Hrvatske. Zavod istražuje ornitofaunu močvarnih staništa u panonskoj Hrvatskoj i u priobalju, zajednice ptica nizinskih i brdskih šuma, livadna staništa i dr. Provode se i autekološka istraživanja bjeloglavih supova, sova, djetlovki, galebova klaukavaca itd.
Djelatnici i suradnici Zavoda sakupili su i obradili podatke o trendovima i veličinama populacija i promjenama areala hrvatskih ptica gnjezdarica. Rezultati tog projekta omogućili su zajedno sa sličnim istraživanjima u ostalim europskim zemljama izdavanje Atlasa ptica gnjezdarica Europe i doprinijeli su novim spoznajama o statusu, ugoženosti i trendu populacija europskih gnjezdarica.
Rezultati istraživanja objavljeni su u velikom broju znanstvenih i stručnih radova.

### Zaštita ptica
Značajan je rad i aktivnost Zavoda za ornitologiju na problematici zaštite ptica u Hrvatskoj. Ornitološki zavod bio je pokretački mehanizam donošenja mjera zaštite ptica, odnosno začetnik zakonskih izmjena vezanih uz zaštitu prirode uopće. Davao je inicijativu za proglašenje ornitoloških rezervata kao posebne kategorije zaštite prirodnih i ornitološki zanimljivih staništa. Zasluga je Zavoda što su formirani ornitološki rezervati Krapje Đol kod Jasenovca, Pod Gredom i Prud kod Metkovića, ornitološki rezervat na otoku Krku i dva rezervata na otoku Cresu.
Napravljeni su brojni prijedlozi i studije vezane uz potrebe za zaštitom pojedinih, ornitološki vrijednih lokaliteta. Uz to provodi se i aktivna zaštita ugroženih vrsta ptica: npr. organizirana su hranilišta i oporavilište za supove na otoku Cresu, postavljaju se kućice za gniježđenje za šumske sove i jastrebače i dr.

### Popularizacija i edukacija
Napori djelatnika Ornitološkog zavoda od samog početka usmjereni su na razvijanje svijesti šireg kruga ljudi o potrebi zaštite i očuvanja hrvatske ornitofaune i prirodne baštine općenito.
Ervin Rössler objavio je velik broj članaka kojima popularizira ornitologiju i zaštitu ptica. Antun Maštrović objavio je niz članaka vezanih uz popularizaciju prstenovanja ptica, ali i članke usmjerene na zaštitu ptica, npr. Ako su škanjac i jastreb štetni lovu, Da li su trčka i fazan štetni poljoprivredi? Renata Kroneisl-Rucner i Dragutin Rucner objavljuju niz popularnih članaka s temom zaštite ptica. Objavili su i knjige Moja knjiga o pticama (Rucner i Kroneisl, 1955.), Ptica i čovjek (Rucner R., 1966.) Praktična zaštita ptica (Rucner R., 1966.).
I posljednjih godina mnogo truda ulaže se u popularizaciju problematike zaštite ptica i njihovih staništa. Prezentirani su mnogobrojni radio i TV prilozi, mnogobrojni članci u dnevnim novinama te u popularnim i stručnim časopisima. Organizirana su i brojna predavanja za učenike, studente i šire pučanstvo. Povremeno smo bili u mogućnosti, u suradnji s nevladinim udrugama koje se bave zaštitom ptica i njihovih staništa, producirati i distribuirati obrazovne knjižice, letke, postere i drugi materijal usmjeren na popularizaciju problematike zaštite ptica i njihovih staništa.

## Znanstvene zbirke
Temelje znanstvenim zbirkama Zavoda postavio je Antun Maštrović ustupanjem svoje privatne zbirke ptičjih svlakova - gotovo 500 primjeraka, 195 ptičjih vrsta. Tijekom sljedećih godina marljivo se radilo na daljnjem prikupljanju i prepariranju ornitološkog materijala i proširivanju ornitološke zbirke svlakova i jaja.
Zavod za ornitologiju danas posjeduje znanstvenu zbirku ptičjih svlakova od oko 6700 primjeraka, 319 vrsta ptica i 4 hibrida, oološku zbirku s polozima i pojedinačnim jajima 143 vrste ptica te zbirke gnijezda, kostura i perja. Materijal je sakupljen na ukupno petstotinjak lokacija uglavnom s područja jugoistočne Europe, a neke ptice potječu i s lokacija u drugim dijelovima Europe te s drugih kontinenata.
Znanstvene zbirke izuzetno su vrijedne kao "taksonomski laboratoriji" koji su jedino mjesto gdje se može s uspjehom, zahvaljujući velikom broju autohtonih primjeraka pojedine vrste s iste ili različitih lokacija, utvrditi točan taksonomski status (vrste, podvrste) ptica s određenog područja. Prikupljeni znanstveni materijal služi i za zoogeografske analize, posebno stoga što velike zbirke poput ove uvijek sadrže primjerke prikupljene u određenim vremenskim rasponima, po pedeset, sto ili više godina.
U zbirci Zavoda čuvaju se primjerci stari i više od jednog stoljeća. Kako se ovdje radi uglavnom o autohtonom materijalu, ponekad je moguće uz pomoć kataloških podataka o svlakovima pratiti nekadašnju rasprostranjenost, promjene brojnosti ili selidbu pojedinih vrsta ptica na ovim prostorima.
Zbog sve veće ugroženosti prirode u naše se vrijeme više zbirke ne obogaćuju tako da se ptice ubijaju, već se za zbirke sakupljaju isključivo ptice koje su nađene uginule, te napuštena gnijezda i jaja.

## Znanstveno prstenovanje ptica
Našem oku gotovo sve jedinke neke vrste ptica izgledaju potpuno jednako. Tek nakon pažljivog i upornog promatranja uočit ćemo razlike među jedinkama i početi ih raspoznavati. No ako svakoj ptici stavimo mali lagani aluminijski prsten s ugraviranim jedinstvenim brojem, lako ćemo ih međusobno razlikovati, a tada one postaju ptice koje imaju svoju prošlost i budućnost koju možemo pratiti. Taj postupak, naizgled vrlo jednostavan, temelj je programa znanstvenog prstenovanja milijuna divljih ptica širom svijeta.

## Vanjske poveznice
Mrežna mjesta
- Zavod za ornitologiju u Zagrebu, službeno mrežno mjesto
- Info Hrvatske prstenovačke centrale
- Rječnik standardnih hrvatskih ptičjih naziva Zavoda za ornitologiju (arhivirano)